# 暁嵐の滝
暁嵐の滝（ぎょうらんのたき）は、大分県佐伯市上浦にある滝。

## 概要
大分県南部の佐伯湾の北側に突き出す四浦半島の南岸近くにある滝で、落差は約15m。海のすぐ近くにある滝はリアス式海岸ならではのもので、全国的にも例が少ない。この滝には、村人がカッパと相撲を取り、負けたカッパに滝の主の大ウナギと大カニを退治させたという伝説が残っており、伝説にちなんだ像が建立されている。夏場には滝壺の下流が河川プールになる。
滝の周囲は高さ約50mの断崖絶壁になっており、この崖上のヒトツバ、イワカンスゲ、タマシダ、マツバラン、イワヒバ、セッコクなどの植物群は、「暁嵐の滝岩上植物群落」として1982年（昭和57年）3月30日に大分県の天然記念物に指定されている。
一帯は暁嵐公園（面積約1.5ha）として整備されており、滝の周囲を長さ約1kmの遊歩道が取り巻く。その途中に設けられた展望台からは、夫婦岩で知られる豊後二見ヶ浦や佐伯湾のリアス式海岸が一望できる。公園の入口には樹齢400年以上のアコウの樹があり、岩に気根を張りめぐらせている。公園内には、瀧三柱神社がある。
滝及び公園は、JR九州の浅海井駅（あざむいえき）から徒歩圏内にあり、利便性がよい。

## 交通
- 鉄道：JR九州日豊本線浅海井駅から徒歩約10分